# 于军 (1964年)
于军（1964年6月—），男，汉族，山东平度人，中华人民共和国政治人物。现任北京市人大常委会党组成员、副主任。